# Alexander Wilhelm (Basketballspieler)
Alexander Wilhelm (* 1969) ist ein ehemaliger deutscher Basketballspieler.

## Werdegang
Der 1,96 Meter große Wilhelm gehörte ab 1988 der Zweitligamannschaft des TuS Herten an und spielte dort unter Trainer Volker Cornelisen. Später gehörte Wilhelm der Bundesliga-Mannschaft von Steiner Bayreuth an. 1994 wechselte er aus Bayreuth zum Oldenburger TB in die 2. Basketball-Bundesliga, in derselben Liga spielte er später bis 2000 auch für den TSV Quakenbrück.